# اتاقک خلبان

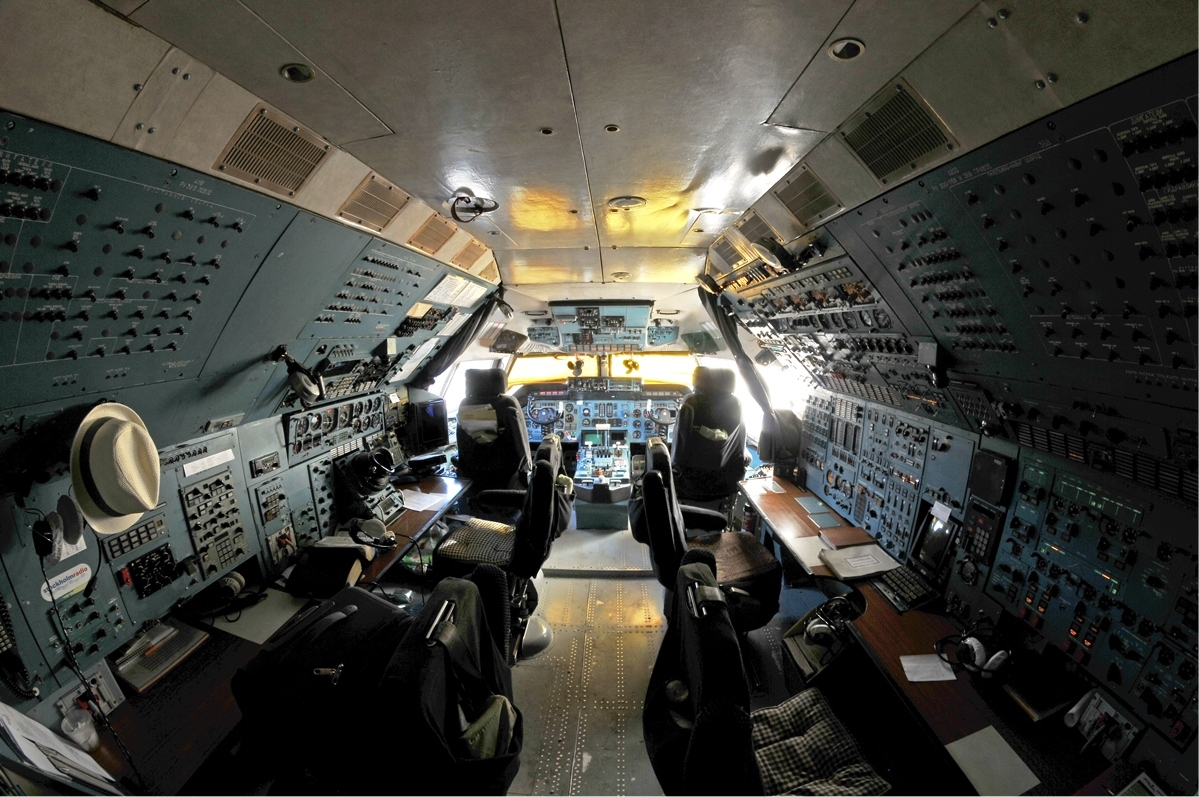
اتاقک خلبان آنتونوف-۱۲۴

اتاقک خلبان یا کاکپیت (انگلیسی: cockpit) بخشی از هواپیما است که معمولاً در جلوی هواپیما قرار دارد و خلبان در آن هواپیما را کنترل می‌کند. به غیر از چند نوع هواپیمای سبک همهٔ اتاقک‌های خلبان امروزی سرپوشیده هستند. اتاقک خلبان هواپیما دارای دستگاه‌های هدایت پرواز است که بر روی پنلی نصب شده‌اند و به وسیلهٔ این ابزارآلات خلبان هواپیما را کنترل می‌کند. در هواپیماهای مسافربری اتاقک خلبان به وسیلهٔ یک درب از کابین مسافران جدا می‌شود. پس از حملات ۱۱ سپتامبر ۲۰۰۱ همهُ شرکت‌های هواپیمایی بزرگ اتاقک خلبان هواپیماهایشان را در برابر دسترسی هواپیماربایان ایمن تر نموده‌اند.
هواپیمای آورو تایپ اف نخستین هواپیمای دارای کابین سرپوشیده بود که در سال ۱۹۱۲ ساخته شد. تا میانهٔ دههٔ ۱۹۳۰ بیشتر جنگنده‌ها دارای اتاقک خلبان روباز بودند، ولی از میانهٔ این دهه به بعد اتاقک‌های خلبان سرپوشیده معمول گشت. مهمترین علت نداشتن اتاقک خلبان سرپوشیده در هواپیماهای دو دههٔ نخست سدهٔ بیستم موادی بود که پنجره‌ها از آن ساخته می‌شد. پیش از به کارگیری پرپکس در سال ۱۹۳۳ پنجره‌ها یا از شیشهٔ ایمن ساخته می‌شد که سنگین بود یا از نیترات سلولز که به سرعت زرد می‌شد و بسیار قابل اشتعال بود. در میانهٔ دهه ۱۹۲۰ بسیاری از سازندگان هواپیما برای نخستین بار آغاز به به کار بردن اتاقک‌های خلبان سرپوشیده کردند.
فوکر سه موتوره در سال ۱۹۲۴، یونکرس و۳۴ در سال ۱۹۲۶، فورد سه موتوره در سال ۱۹۲۶، لاکهید وگا در سال ۱۹۲۷ و روح سنت لوییس نخستین هواپیماها با اتاقک خلبان سرپوشیده بودند.

## واژه‌شناسی
واژهٔ کاکپیت از واژهٔ cockpit در زبان انگلیسی گرفته شده‌است. این واژه از اواخر سدهٔ شانزدهم میلادی در زبان انگلیسی پدیدار شد که از دو واژهٔ cock + pit تشکیل شده و به چاله‌ای گفته می‌شد که خروس جنگی‌ها را در آن به جان هم می‌انداختند. این اصطلاح در سال ۱۹۱۴ میلادی برای هواپیما به کار برده شد.